# Mangli (Randudongkal)
Mangli is een bestuurslaag in het regentschap Pemalang van de provincie Midden-Java, Indonesië. Mangli telt 4309 inwoners (volkstelling 2010).